# Velocidad de escape de la longevidad

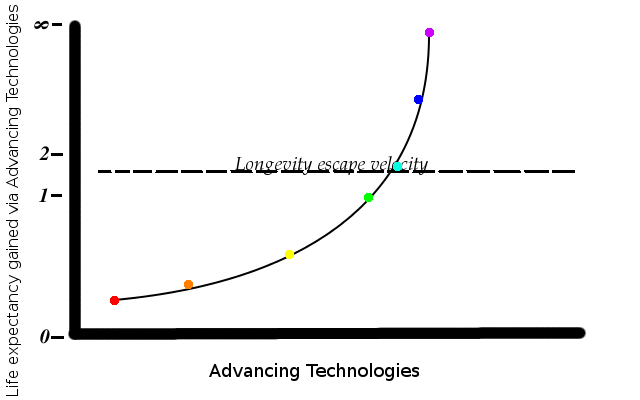
«El primer ser humano de 1000 años probablemente tenga solo ~10 años menos que el primer humano de 150 años.»–Aubrey de Grey, 2005

En el movimiento para extensión de la vida, la velocidad de escape de la longevidad (LEV), velocidad de escape actuarial o velocidad de escape biológica es una situación hipotética en la cual la esperanza de vida restante de una persona (no la esperanza de vida al nacer) se extiende más rápido de lo que se desarrolla el tiempo. Por ejemplo, en un año dado en el que se mantuviera la velocidad de escape de la longevidad, los avances médicos aumentarían la esperanza de vida restante de las personas en más de un año por cada año transcurrido.
El término se plantea como una analogía al concepto de velocidad de escape en física, que es la velocidad mínima necesaria para que un objeto se aleje indefinidamente de un cuerpo gravitacional a pesar de la fuerza de gravedad que lo atrae hacia el cuerpo.
Las principales características de esta singularidad tecnológica serían las siguientes:
| Característica            | Explicación |
| ------------------------- | --- |
| Punto de no retorno       | A partir de cierto momento, quienes accedan a las terapias de rejuvenecimiento no volverán a experimentar declive fisiológico irreversible. |
| Velocidad exponencial     | El progreso en biotecnología y medicina regenerativa se acelera a medida que los resultados se retroalimentan.                              |
| Disrupción socioeconómica | Impacto masivo en pensiones, salud pública, estructura demográfica, ética médica, equidad en el acceso, etc.                                |
| Intersección tecnológica  | Requiere sinergia con IA (diagnóstico, simulación de terapias), biotecnología, nanotecnología y macrodatos médicos.                         |

## Antecedentes
Durante muchos años en el pasado, la esperanza de vida a cada edad ha aumentado ligeramente cada año a medida que mejoraban las estrategias de tratamiento y las tecnologías. En la actualidad, se requiere más de un año de investigación para conseguir un año adicional de vida esperada. La velocidad de escape de la longevidad ocurre cuando esta relación se invierte, de modo que la esperanza de vida aumenta más de un año por cada año de investigación, siempre que esa tasa de avance sea sostenible.
La investigación sobre la duración de la vida en ratones de laboratorio ha sido la más concluyente, ya que los ratones solo requieren unos pocos años para obtener resultados de investigación.

## Historia
El término «velocidad de escape de la longevidad» fue concebido por el futurista David Gobel de la Methuselah Foundation y acuñado por el biogerontólogo Aubrey de Grey en un artículo de 2004, pero el concepto ha estado presente en la comunidad de extensión de la vida al menos desde los años 70, como en el ensayo de Robert Anton Wilson Next Stop, Immortality. El concepto también forma parte también de la historia ficticia que lleva a longevidades juveniles de varios siglos en la conocida Trilogía marciana de ciencia ficción del autor Kim Stanley Robinson.
Proponentes más recientes como el citado David Gobel y el tecnólogo Ray Kurzweil, sostienen que, al forzar aún más a la ciencia y a la medicina para centrar la investigación en aumentar los límites del envejecimiento en lugar de continuar con el ritmo actual, se salvarían más vidas en el futuro, incluso si el beneficio no es inmediatamente evidente.
La idea fue aún más popularizada con la publicación del libro de Aubrey de Grey y Michael Rae, Ending Aging, en 2007. De Grey también ha popularizado el término "matuselaridad", que describe el mismo concepto.

## Predicciones
Raymond Kurzweil predice que se alcanzará la velocidad de escape de la longevidad antes de que la humanidad se dé cuenta. En 2018, predijo que se alcanzaría en 10–12 años, es decir, hacia 2028–2030.
En 2024, escribiendo en The Economist, Kurzweil revisó su predicción al rango 2029–2035 y explicó cómo la IA ayudaría a simular procesos biológicos. Aubrey de Grey también ha predicho de forma similar que hay un 50 % de probabilidad de alcanzar la velocidad de escape de la longevidad a mediados o finales de la década de 2030.